# Tjesnac princa Charlesa
Tjesnac Princa Charlesa (eng. Prince Charles Strait) je tjesnac širok 9 km između otoka Cornwallis i Otoka slonova, u otočju Južni Shetland kod Antarktike. Tjesnac je bio poznat pomorcima već 1821. godine, ali je prvi zapis o njegovoj plovidbi 1839. napravio brod Porpoise iz eskadre Istraživačke ekspedicije SAD-a pod Wilkesom. Sondiranje tjesnaca izvršili su brod John Biscoe i fregata HMS Sparrow u prosincu 1948.

## Etimologija
Ime je dobio po Charlesu, tadašnjem princu od Walesa, sinu kraljice Elizabete II od Ujedinjenog Kraljevstva.

## Vanjske poveznice
- UK Antarctic Place-names Committee: Map 13676: South Shetland Islands : Elephant, Clarence and Gibbs Islands, M 1 : 220 000, by: data.aad.gov.au, Australian Antarctic Data Centre